# ساروس خورشیدی ۱۵۴
ساروس ۱۵۴ دوره‌ای زمانی با چرخه‌ای حدود ۱۸ سال و ۱۱ روز و ۸ ساعت (تقریباً ۶۵۸۵ و یک سوم روز) است که شامل ۷۱ خورشیدگرفتگی می‌شود.

## رخدادها
| ساروس | عضو | تاریخ                        | زمان (بزرگ‌ترین) ساعت هماهنگ جهانی | نوع    | مکان طول و عرض جغرافیایی | گاما    | قدر    | گُستره (km) | مدت زمان (دقیقه: ثانیه) | منبع |
| ----- | --- | ---------------------------- | --------------------------------- | ------ | ------------------------ | ------- | ------ | ---------- | ----------------------- | ---- |
| ۱۵۴   | ۱   | خورشیدگرفتگی ۱۹ ژوئیه ۱۹۱۷   | ۲:۴۲:۴۲                           | جزئی   | 63.7S 101.8E             | -1.5101 | 0.0863 |            |                         |      |
| ۱۵۴   | ۲   | خورشیدگرفتگی ۳۰ ژوئیه ۱۹۳۵   | ۹:۱۶:۲۸                           | جزئی   | 62.9S 5.9W               | -1.4259 | 0.2315 |            |                         |      |
| ۱۵۴   | ۳   | خورشیدگرفتگی ۹ اوت ۱۹۵۳      | ۱۵:۵۵:۰۳                          | جزئی   | 62.2S 114.7W             | -1.344  | 0.3729 |            |                         |      |
| ۱۵۴   | ۴   | خورشیدگرفتگی ۲۰ اوت ۱۹۷۱     | ۲۲:۳۹:۳۱                          | جزئی   | 61.7S 135.4E             | -1.2659 | 0.508  |            |                         |      |
| ۱۵۴   | ۵   | خورشیدگرفتگی ۳۱ اوت ۱۹۸۹     | ۵:۳۱:۴۷                           | جزئی   | 61.3S 23.6E              | -1.1928 | 0.6344 |            |                         |      |
| ۱۵۴   | ۶   | خورشیدگرفتگی ۱۱ سپتامبر ۲۰۰۷ | ۱۲:۳۲:۲۴                          | جزئی   | 61S 90.2W                | -1.1255 | 0.7507 |            |                         |      |
| ۱۵۴   | ۷   | خورشیدگرفتگی ۲۱ سپتامبر ۲۰۲۵ | ۱۹:۴۳:۰۴                          | جزئی   | 60.9S 153.5E             | -1.0651 | 0.855  |            |                         |      |
| ۱۵۴   | ۸   | خورشیدگرفتگی ۳ اکتبر ۲۰۴۳    | ۳:۰۱:۴۹                           | حلقه‌ای | 61S 35.3E                | 1.0102  | 0.9497 | -          | -                       |      |
| ۱۵۴   | ۹   | خورشیدگرفتگی ۱۳ اکتبر ۲۰۶۱   | ۱۰:۳۲:۱۰                          | حلقه‌ای | 62.1S 54.4W              | -۰٫۹۶۳۹ | ۰٫۹۴۶۹ | ۷۴۳        | ۳ دقیقه و ۴۱ ثانیه      |      |
| ۱۵۴   | ۱۰  | خورشیدگرفتگی ۲۴ اکتبر ۲۰۷۹   | ۱۸:۱۱:۲۱                          | حلقه‌ای | 63.4S 160.6W             | -۰٫۹۲۴۳ | ۰٫۹۴۸۴ | ۴۹۵        | ۳ دقیقه و ۳۹ ثانیه      |      |
| ۱۵۴   | ۱۱  | خورشیدگرفتگی ۴ نوامبر ۲۰۹۷   | ۲:۰۱:۲۵                           | حلقه‌ای | 65.8S 86.8E              | -۰٫۸۹۲۶ | ۰٫۹۴۹۴ | ۴۱۱        | ۳ دقیقه و ۳۶ ثانیه      |      |
| ۱۵۴   | ۱۲  | ۱۶ نوامبر ۲۱۱۵               | ۹:۵۸:۵۵                           | حلقه‌ای | 68.7S 27.8W              | -۰٫۸۶۶۴ | ۰٫۹۵۰۳ | ۳۶۵        | ۳ دقیقه و ۳۲ ثانیه      |      |
| ۱۵۴   | ۱۳  | ۲۶ نوامبر ۲۱۳۳               | ۱۸:۰۵:۵۵                          | حلقه‌ای | 72S 143.5W               | -۰٫۸۴۷۳ | ۰٫۹۵۱۳ | ۳۳۷        | ۳ دقیقه و ۲۷ ثانیه      |      |
| ۱۵۴   | ۱۴  | ۸ دسامبر ۲۱۵۱                | ۲:۱۸:۳۱                           | حلقه‌ای | 75.1S 103.1E             | -۰٫۸۳۲  | ۰٫۹۵۲۶ | ۳۱۴        | ۳ دقیقه و ۲۲ ثانیه      |      |
| ۱۵۴   | ۱۵  | ۱۸ دسامبر ۲۱۶۹               | ۱۰:۳۷:۰۷                          | حلقه‌ای | 77.3S 6.1W               | -۰٫۸۲۱۳ | ۰٫۹۵۴۴ | ۲۹۵        | ۳ دقیقه و ۱۵ ثانیه      |      |
| ۱۵۴   | ۱۶  | ۲۹ دسامبر ۲۱۸۷               | ۱۸:۵۹:۰۳                          | حلقه‌ای | 77.7S 111.2W             | -۰٫۸۱۲۶ | ۰٫۹۵۶۵ | ۲۷۴        | ۳ دقیقه و ۷ ثانیه       |      |
| ۱۵۴   | ۱۷  | ۱۰ ژانویه ۲۲۰۶               | ۳:۲۴:۰۸                           | حلقه‌ای | 75.9S 140.5E             | -۰٫۸۰۶  | ۰٫۹۵۹۲ | ۲۵۲        | ۲ دقیقه و ۵۷ ثانیه      |      |
| ۱۵۴   | ۱۸  | ۲۱ ژانویه ۲۲۲۴               | ۱۱:۴۸:۵۳                          | حلقه‌ای | 72.4S 25.2E              | -۰٫۷۹۸۴ | ۰٫۹۶۲۶ | ۲۲۷        | ۲ دقیقه و ۴۶ ثانیه      |      |
| ۱۵۴   | ۱۹  | ۳۱ ژانویه ۲۲۴۲               | ۲۰:۱۲:۵۸                          | حلقه‌ای | 67.9S 95.8W              | -۰٫۷۸۹۴ | ۰٫۹۶۶۵ | ۱۹۷        | ۲ دقیقه و ۳۱ ثانیه      |      |
| ۱۵۴   | ۲۰  | ۱۲ فوریه ۲۲۶۰                | ۴:۳۴:۲۴                           | حلقه‌ای | 62.7S 140.2E             | -۰٫۷۷۷۶ | ۰٫۹۷۱۱ | ۱۶۵        | ۲ دقیقه و ۱۵ ثانیه      |      |
| ۱۵۴   | ۲۱  | ۲۲ فوریه ۲۲۷۸                | ۱۲:۵۲:۴۸                          | حلقه‌ای | 57.1S 14.8E              | -۰٫۷۶۲۸ | ۰٫۹۷۶۲ | ۱۳۱        | ۱ دقیقه و ۵۴ ثانیه      |      |
| ۱۵۴   | ۲۲  | ۴ مارس ۲۲۹۶                  | ۲۱:۰۴:۴۶                          | حلقه‌ای | 51.1S 110.3W             | -۰٫۷۴۱۸ | ۰٫۹۸۱۹ | ۹۵         | ۱ دقیقه و ۳۱ ثانیه      |      |
| ۱۵۴   | ۲۳  | ۱۷ مارس ۲۳۱۴                 | ۵:۱۱:۵۴                           | حلقه‌ای | 44.9S 125.1E             | -۰٫۷۱۶  | ۰٫۹۸۸  | ۶۰         | ۱ دقیقه و ۳ ثانیه       |      |
| ۱۵۴   | ۲۴  | ۲۷ مارس ۲۳۳۲                 | ۱۳:۱۱:۳۴                          | حلقه‌ای | 38.3S 2E                 | -۰٫۶۸۳۱ | ۰٫۹۹۴۴ | ۲۶         | ۰ دقیقه و ۳۰ ثانیه      |      |
| ۱۵۴   | ۲۵  | ۷ آوریل ۲۳۵۰                 | ۲۱:۰۶:۰۳                          | مرکب   | 31.7S 119.7W             | -۰٫۶۴۵۲ | ۱٫۰۰۱۱ | ۵          | ۰ دقیقه و ۶ ثانیه       |      |
| ۱۵۴   | ۲۶  | ۱۸ آوریل ۲۳۶۸                | ۴:۵۱:۳۸                           | مرکب   | 24.8S 120.8E             | -۰٫۵۹۹۲ | ۱٫۰۰۷۹ | ۳۴         | ۰ دقیقه و ۴۷ ثانیه      |      |
| ۱۵۴   | ۲۷  | ۲۹ آوریل ۲۳۸۶                | ۱۲:۳۲:۲۵                          | مرکب   | 18.1S 2.9E               | -۰٫۵۴۸۳ | ۱٫۰۱۴۶ | ۶۰         | ۱ دقیقه و ۳۰ ثانیه      |      |
| ۱۵۴   | ۲۸  | ۹ مه ۲۴۰۴                    | ۲۰:۰۵:۴۵                          | کامل   | 11.4S 112.8W             | -۰٫۴۹۰۲ | ۱٫۰۲۱۲ | ۸۳         | ۲ دقیقه و ۱۴ ثانیه      |      |
| ۱۵۴   | ۲۹  | ۲۱ مه ۲۴۲۲                   | ۳:۳۴:۵۱                           | کامل   | 5S 133.1E                | -۰٫۴۲۷۸ | ۱٫۰۲۷۵ | ۱۰۳        | ۲ دقیقه و ۵۶ ثانیه      |      |
| ۱۵۴   | ۳۰  | ۳۱ مه ۲۴۴۰                   | ۱۰:۵۸:۱۵                          | کامل   | 1N 21E                   | -۰٫۳۵۹۸ | ۱٫۰۳۳۴ | ۱۲۱        | ۳ دقیقه و ۳۳ ثانیه      |      |
| ۱۵۴   | ۳۱  | ۱۱ ژوئن ۲۴۵۸                 | ۱۸:۱۹:۴۰                          | کامل   | 6.3N 90W                 | -۰٫۲۸۹۱ | ۱٫۰۳۸۸ | ۱۳۶        | ۴ دقیقه و ۴ ثانیه       |      |
| ۱۵۴   | ۳۲  | ۲۲ ژوئن ۲۴۷۶                 | ۱:۳۸:۲۹                           | کامل   | 11.1N 160.4E             | -۰٫۲۱۵۳ | ۱٫۰۴۳۵ | ۱۴۹        | ۴ دقیقه و ۲۵ ثانیه      |      |
| ۱۵۴   | ۳۳  | ۳ ژوئیه ۲۴۹۴                 | ۸:۵۶:۱۶                           | کامل   | 15N 51.7E                | -۰٫۱۳۹۷ | ۱٫۰۴۷۷ | ۱۶۰        | ۴ دقیقه و ۴۰ ثانیه      |      |
| ۱۵۴   | ۳۴  | ۱۴ ژوئیه ۲۵۱۲                | ۱۶:۱۴:۱۱                          | کامل   | 18.1N 56.5W              | -۰٫۰۶۳۴ | ۱٫۰۵۱  | ۱۷۰        | ۴ دقیقه و ۴۷ ثانیه      |      |
| ۱۵۴   | ۳۵  | ۲۵ ژوئیه ۲۵۳۰                | ۲۳:۳۳:۴۹                          | کامل   | 20.2N 164.6W             | ۰٫۰۱۲۴  | ۱٫۰۵۳۸ | ۱۷۸        | ۴ دقیقه و ۵۰ ثانیه      |      |
| ۱۵۴   | ۳۶  | ۵ اوت ۲۵۴۸                   | ۶:۵۶:۳۶                           | کامل   | 21.4N 86.6E              | ۰٫۰۸۶۲  | ۱٫۰۵۵۶ | ۱۸۴        | ۴ دقیقه و ۴۹ ثانیه      |      |
| ۱۵۴   | ۳۷  | ۱۶ اوت ۲۵۶۶                  | ۱۴:۲۲:۲۵                          | کامل   | 21.8N 22.8W              | ۰٫۱۵۸۱  | ۱٫۰۵۶۹ | ۱۹۰        | ۴ دقیقه و ۴۷ ثانیه      |      |
| ۱۵۴   | ۳۸  | ۲۶ اوت ۲۵۸۴                  | ۲۱:۵۴:۱۸                          | کامل   | 21.4N 134W               | ۰٫۲۲۵۸  | ۱٫۰۵۷۳ | ۱۹۳        | ۴ دقیقه و ۴۳ ثانیه      |      |
| ۱۵۴   | ۳۹  | ۸ سپتامبر ۲۶۰۲               | ۵:۳۱:۳۲                           | کامل   | 20.6N 113.3E             | ۰٫۲۸۹۵  | ۱٫۰۵۷۲ | ۱۹۶        | ۴ دقیقه و ۳۹ ثانیه      |      |
| ۱۵۴   | ۴۰  | ۱۸ سپتامبر ۲۶۲۰              | ۱۳:۱۵:۴۷                          | کامل   | 19.4N 1.6W               | ۰٫۳۴۷۶  | ۱٫۰۵۶۵ | ۱۹۸        | ۴ دقیقه و ۳۵ ثانیه      |      |
| ۱۵۴   | ۴۱  | ۲۹ سپتامبر ۲۶۳۸              | ۲۱:۰۶:۳۷                          | کامل   | 18.1N 118.4W             | ۰٫۴۰۰۷  | ۱٫۰۵۵۴ | ۱۹۸        | ۴ دقیقه و ۳۱ ثانیه      |      |
| ۱۵۴   | ۴۲  | ۱۰ اکتبر ۲۶۵۶                | ۵:۰۶:۰۱                           | کامل   | 16.7N 122.2E             | ۰٫۴۴۶۸  | ۱٫۰۵۳۹ | ۱۹۷        | ۴ دقیقه و ۲۸ ثانیه      |      |
| ۱۵۴   | ۴۳  | ۲۱ اکتبر ۲۶۷۴                | ۱۳:۱۳:۰۵                          | کامل   | 15.4N 0.5E               | ۰٫۴۸۶۹  | ۱٫۰۵۲۲ | ۱۹۶        | ۴ دقیقه و ۲۵ ثانیه      |      |
| ۱۵۴   | ۴۴  | ۳۱ اکتبر ۲۶۹۲                | ۲۱:۲۷:۴۰                          | کامل   | 14.4N 123.3W             | ۰٫۵۲۱۲  | ۱٫۰۵۰۳ | ۱۹۳        | ۴ دقیقه و ۲۳ ثانیه      |      |
| ۱۵۴   | ۴۵  | ۱۳ نوامبر ۲۷۱۰               | ۵:۵۰:۱۸                           | کامل   | 13.6N 110.5E             | ۰٫۵۴۸۹  | ۱٫۰۴۸۶ | ۱۹۱        | ۴ دقیقه و ۲۰ ثانیه      |      |
| ۱۵۴   | ۴۶  | ۲۳ نوامبر ۲۷۲۸               | ۱۴:۲۰:۴۶                          | کامل   | 13.1N 17.8W              | ۰٫۵۷۰۱  | ۱٫۰۴۶۸ | ۱۸۸        | ۴ دقیقه و ۱۷ ثانیه      |      |
| ۱۵۴   | ۴۷  | ۴ دسامبر ۲۷۴۶                | ۲۲:۵۷:۳۹                          | کامل   | 13N 147.9W               | ۰٫۵۸۶۴  | ۱٫۰۴۵۴ | ۱۸۶        | ۴ دقیقه و ۱۵ ثانیه      |      |
| ۱۵۴   | ۴۸  | ۱۵ دسامبر ۲۷۶۴               | ۷:۴۰:۰۲                           | کامل   | 13.3N 80.4E              | ۰٫۵۹۸۴  | ۱٫۰۴۴۳ | ۱۸۴        | ۴ دقیقه و ۱۲ ثانیه      |      |
| ۱۵۴   | ۴۹  | ۲۶ دسامبر ۲۷۸۲               | ۱۶:۲۶:۴۷                          | کامل   | 14.1N 52.4W              | ۰٫۶۰۷   | ۱٫۰۴۳۵ | ۱۸۳        | ۴ دقیقه و ۱۰ ثانیه      |      |
| ۱۵۴   | ۵۰  | ۶ ژانویه ۲۸۰۱                | ۱:۱۷:۳۰                           | کامل   | 15.5N 173.7E             | ۰٫۶۱۲۷  | ۱٫۰۴۳۲ | ۱۸۲        | ۴ دقیقه و ۷ ثانیه       |      |
| ۱۵۴   | ۵۱  | ۱۷ ژانویه ۲۸۱۹               | ۱۰:۰۸:۳۷                          | کامل   | 17.4N 39.6E              | ۰٫۶۱۸   | ۱٫۰۴۳۳ | ۱۸۴        | ۴ دقیقه و ۴ ثانیه       |      |
| ۱۵۴   | ۵۲  | ۲۷ ژانویه ۲۸۳۷               | ۱۹:۰۱:۱۷                          | کامل   | 20N 95W                  | ۰٫۶۲۲۳  | ۱٫۰۴۳۸ | ۱۸۷        | ۴ دقیقه و ۲ ثانیه       |      |
| ۱۵۴   | ۵۳  | ۸ فوریه ۲۸۵۵                 | ۳:۵۱:۲۲                           | کامل   | 23.2N 131E               | ۰٫۶۲۸۸  | ۱٫۰۴۴۸ | ۱۹۱        | ۴ دقیقه و ۰ ثانیه       |      |
| ۱۵۴   | ۵۴  | ۱۸ فوریه ۲۸۷۳                | ۱۲:۳۹:۵۰                          | کامل   | 27.1N 2.8W               | ۰٫۶۳۶۹  | ۱٫۰۴۶۱ | ۱۹۸        | ۳ دقیقه و ۵۹ ثانیه      |      |
| ۱۵۴   | ۵۵  | ۱ مارس ۲۸۹۱                  | ۲۱:۲۲:۰۵                          | کامل   | 31.7N 135.2W             | ۰٫۶۵۰۱  | ۱٫۰۴۷۷ | ۲۰۷        | ۳ دقیقه و ۵۸ ثانیه      |      |
| ۱۵۴   | ۵۶  | ۱۳ مارس ۲۹۰۹                 | ۶:۰۰:۵۸                           | کامل   | 36.8N 93.1E              | ۰٫۶۶۶۳  | ۱٫۰۴۹۵ | ۲۱۹        | ۳ دقیقه و ۵۶ ثانیه      |      |
| ۱۵۴   | ۵۷  | ۲۴ مارس ۲۹۲۷                 | ۱۴:۳۲:۰۳                          | کامل   | 42.6N 36.8W              | ۰٫۶۸۸۶  | ۱٫۰۵۱۴ | ۲۳۳        | ۳ دقیقه و ۵۴ ثانیه      |      |
| ۱۵۴   | ۵۸  | ۳ آوریل ۲۹۴۵                 | ۲۲:۵۶:۵۰                          | کامل   | 49N 165.4W               | ۰٫۷۱۶۴  | ۱٫۰۵۳۲ | ۲۵۱        | ۳ دقیقه و ۵۰ ثانیه      |      |
| ۱۵۴   | ۵۹  | ۱۵ آوریل ۲۹۶۳                | ۷:۱۲:۵۸                           | کامل   | 55.9N 68E                | ۰٫۷۵۱۳  | ۱٫۰۵۴۷ | ۲۷۳        | ۳ دقیقه و ۴۴ ثانیه      |      |
| ۱۵۴   | ۶۰  | ۲۵ آوریل ۲۹۸۱                | ۱۵:۲۲:۳۹                          | کامل   | 63.3N 57.6W              | ۰٫۷۹۱۷  | ۱٫۰۵۶  | ۳۰۳        | ۳ دقیقه و ۳۶ ثانیه      |      |
| ۱۵۴   | ۶۱  | ۶ مه ۲۹۹۹                    | ۲۳:۲۳:۵۷                          | کامل   | 71.5N 177.3E             | ۰٫۸۳۸۸  | ۱٫۰۵۶۶ | ۳۴۵        | ۳ دقیقه و ۲۵ ثانیه      |      |
| ۱۵۴   | ۶۲  | ۱۸ مه ۳۰۱۷                   | ۷:۱۷:۵۶                           | کامل   | 80.3N 46.1E              | ۰٫۸۹۱۹  | ۱٫۰۵۶۴ | ۴۱۷        | ۳ دقیقه و ۱۱ ثانیه      |      |
| ۱۵۴   | ۶۳  | ۲۹ مه ۳۰۳۵                   | ۱۵:۰۴:۵۶                          | کامل   | 84.8N 167.7W             | ۰٫۹۵۰۷  | ۱٫۰۵۴۸ | ۶۰۵        | ۲ دقیقه و ۵۰ ثانیه      |      |
| ۱۵۴   | ۶۴  | ۸ ژوئن ۳۰۵۳                  | ۲۲:۴۶:۲۵                          | جزئی   | 67.1N 36.8E              | ۱٫۰۱۴۲  | ۰٫۹۹۲۲ |            |                         |      |
| ۱۵۴   | ۶۵  | ۲۰ ژوئن ۳۰۷۱                 | ۶:۲۱:۵۱                           | جزئی   | 66.1N 87.0W              | ۱٫۰۸۲۳  | ۰٫۸۶۱۳ |            |                         |      |
| ۱۵۴   | ۶۶  | ۳۰ ژوئن ۳۱۸۹                 | ۱۳:۵۳:۲۱                          | جزئی   | 65.2N 150.7E             | ۱٫۱۵۳۳  | ۰٫۷۲۴۸ |            |                         |      |
| ۱۵۴   | ۶۷  | ۱۲ ژوئیه ۳۱۰۷                | ۲۱:۲۱:۱۸                          | جزئی   | 64.3N 29.6E              | ۱٫۲۲۶۹  | ۰٫۵۸۳۳ |            |                         |      |
| ۱۵۴   | ۶۸  | ۲۳ ژوئیه ۳۱۲۵                | ۴:۴۷:۵۸                           | جزئی   | 63.5N 90.9W              | ۱٫۳۰۱۲  | ۰٫۴۴۰۹ |            |                         |      |
| ۱۵۴   | ۶۹  | ۳ اوت ۳۱۴۳                   | ۱۲:۱۱:۵۳                          | جزئی   | 62.8N 149.6E             | ۱٫۳۷۷۱  | ۰٫۲۹۶۰ |            |                         |      |
| ۱۵۴   | ۷۰  | ۱۳ اوت ۳۱۶۱                  | ۱۹:۳۷:۰۵                          | جزئی   | 62.2N 29.9E              | ۱٫۴۵۱۳  | ۰٫۱۵۵۳ |            |                         |      |
| ۱۵۴   | ۷۱  | ۲۵ اوت ۳۱۷۹                  | ۳:۰۲:۲۸                           | جزئی   | 61.8N 89.7W              | ۱٫۵۲۴۶  | ۰٫۰۱۷۳ |            |                         |      |